# Planjan (Kesugihan)
Planjan is een bestuurslaag in het regentschap Cilacap van de provincie Midden-Java, Indonesië. Planjan telt 7562 inwoners (volkstelling 2010).